# Irene Chevreul
Irene Chevreul (ur. 5 kwietnia 1979) – francuska judoczka. Startowała w Pucharze Świata w latach 2005-2009. Zajęła piąte miejsce na mistrzostwach Europy w 2009. Mistrzyni Francji w 2005 i 2009 roku.